# Mckelveyïta-(Y)
La mckelveyïta-(Y) és un mineral de la classe dels carbonats que pertany al grup de la mckelveyïta. Rep el seu nom de Vincent Ellis McKelvey (1916-1985), director del USGS pels seus estudis sobre la formació Phosphoria.

## Característiques
La mckelveyïta-(Y) és un carbonat de fórmula química NaBa₃CaY(CO₃)₆(H₂O)₃, fórmula revisada l'any 2022 per l'IMA, i actualitzada l'any 2025 degut al canvi en la manera en que es mostren les molècules d'aigua a les fórmules depenent si els oxígens pertanyen a algun poliedre de coordinació o no. Cristal·litza en el sistema triclínic. Els cristalls són tabulars piramidals, amb pseuromboèdric {1012}, {1011}, {0001}, i petit {0001}. La seva duresa a l'escala de Mohs es troba entre 3,5 i 4.
Segons la classificació de Nickel-Strunz, la mckelveyïta-(Y) pertany a «05.CC - Carbonats sense anions addicionals, amb H₂O, amb elements de terres rares (REE)» juntament amb els següents minerals: donnayita-(Y), ewaldita, weloganita, tengerita-(Y), kimuraïta-(Y), lokkaïta-(Y), shomiokita-(Y), calkinsita-(Ce), lantanita-(Ce), lantanita-(La), lantanita-(Nd), adamsita-(Y), decrespignyita-(Y) i galgenbergita-(Ce).

## Formació i jaciments
És un mineral rar format prop dels llits de trona, i en un massís alcalí diferenciat. Va ser descoberta a les formacions del Green River, al comtat de Sweetwater, Wyoming (Estats Units).